# La Picada
La Picada é uma junta de governo da província de Entre Ríos, na Argentina.